# Ostatni etap
Ostatni etap – polski film wojenny z 1947 w reżyserii Wandy Jakubowskiej, zrealizowany na podstawie scenariusza napisanego przez nią i Gerdę Schneider. Film, częściowo oparty na własnych wspomnieniach Jakubowskiej (rzeczywistej więźniarki Auschwitz), ukazuje zbrodniczą działalność załogi obozu Auschwitz-Birkenau podczas II wojny światowej oraz próbę zawiązania międzynarodowego ruchu oporu wśród więźniarek obozowych.
Ostatni etap był jednym z pierwszych filmów fabularnych o zbrodniach hitlerowskich na ziemiach polskich. Mimo pewnych treści ideologicznych oraz podzielonych opinii dotyczących jego wiarygodności historycznej i fabularnej, przyniósł powojennej polskiej kinematografii pierwszy prestiżowy sukces w postaci Kryształowego Globusa na Międzynarodowym Festiwalu Filmowym w Mariańskich Łaźniach. Stanowił też punkt odniesienia dla wielu amerykańskich filmów o Zagładzie Żydów na ziemiach polskich. W 2019 film przeszedł rekonstrukcję obrazu i dźwięku, za którą został nagrodzony na festiwalu FOCAL International Award w 2021.

## Fabuła
Akcja filmu rozpoczyna się podczas II wojny światowej, gdy po ulicznej łapance do obozu Auschwitz-Birkenau trafia Polka, Helena. Kobieta okazuje się brzemienna i rodzi w obozowym szpitalu zwanym rewirem. Mimo starań tamtejszych lekarek i pielęgniarek lekarz SS morduje niemowlę. Początkowo załamana, Helena staje się członkinią szpitalnej międzynarodowej komórki kobiecego ruchu oporu. Wśród jej liderek znajdują się lekarka Eugenia ze Związku Radzieckiego i niemiecka pielęgniarka Anna. Oprócz nich Helena ma okazję współpracować między innymi z pielęgniarką Nadią, francuską łączniczką Michèle oraz jugosłowiańską partyzantką Dessą. Po nocnym transporcie z Warszawy dołącza do nich polska Żydówka Marta, tłumaczka z zawodu, która ze względu na znajomość niemieckiego tymczasowo unika zagazowania. Konspiratorzy z Auschwitz-Birkenau kolportują gazety, które przekazują wieści o klęskach wojsk niemieckich.
Gdy na teren obozu przybywa międzynarodowa komisja, załoga obozowa próbuje maskować ludobójcze praktyki SS. Eugenia za próbę demaskacji zbrodni obozowych zostaje poddana torturom i zamordowana. Anna za handel środkami medycznymi między kapo zostaje osadzona w schronie. Wreszcie Marta, gdy próbuje wraz z konspiratorem z obozu męskiego, Tadkiem, wynieść poza teren Auschwitz dokumentację nazistowskich zbrodni, zostaje pojmana i skazana na śmierć. Tadek zostaje poddany torturom. Gdy na niebie pojawiają się samoloty aliantów, stojąca przed szubienicą Marta, zdążywszy sobie podciąć żyły i splunąć na kata, apeluje: „Nie pozwólcie, by Auschwitz się powtórzył” i umiera.

## Obsada
Źródło: Filmpolski.pl
- Wanda Bartówna – jako Helena
- Barbara Drapińska – jako Marta Weiss
- Huguette Faget – jako Michele
- Tatjana Górecka(inne języki) – jako lekarka Eugenia
- Antonina Górecka – jako Anna
- Maria Winogradowa – jako Nadia
- Barbara Fijewska – jako Anielka
- Maria Anna Redlichówna – jako Urszula
- Alina Janowska – jako Jugosłowianka Dessa
- Zofia Mrozowska – jako Cyganka
- Stanisław Zaczyk – jako Tadek
- Stefan Śródka – jako Bronek
- Elżbieta Łabuńska – jako więźniarka
- Jadwiga Chojnacka – jako więźniarka na rewirze
- Ewa Kunina – jako więźniarka
- Barbara Rachwalska – jako blokowa Elza
- Anna Jaraczówna – jako capo Frieda
- Roma Rudecka – jako sauna capo
- Zofia Niwińska – jako pani Laura
- Halina Drohocka – jako Lalunia
- Aleksandra Śląska – jako Oberaufseherin
- Maria Kaniewska – jako Raportführerin
- Janina Morrisówna – jako Aufseherin
- Władysław Brochwicz – jako Lagerkommandant Hans Schmidt
- Edward Dziewoński – jako Lagerarzt
- Kazimierz Pawłowski – jako Gestapochef
- Zygmunt Chmielewski – jako dostojnik gestapo, towarzyszący międzynarodowej komisji
- Tadeusz Bartosik – jako gestapowiec, zabijający śpiewającą Polkę
- Zbigniew Filus – jako członek komisji międzynarodowej, witający się z Lagerarztem
- Halina Głuszkówna – jako dyrektor orkiestry
- Artur Młodnicki – jako oficer, bawiący się z dziewczynką
- Tadeusz Pluciński – jako żołnierz niemiecki, depczący lalkę na rampie
- Jerzy Rychter
- Maria Kędzierska
- Tadeusz Schmidt – jako oficer gestapo, mówiący po francusku do Michele
- Zbigniew Skowroński – jako gestapowiec, tłumaczący rozmowę Eugenii z szefem gestapo
- Andrzej Szczepkowski – jako więzień Oświęcimia
- Igor Śmiałowski – jako oficer SS
- Anna Lutosławska – jako Urszula

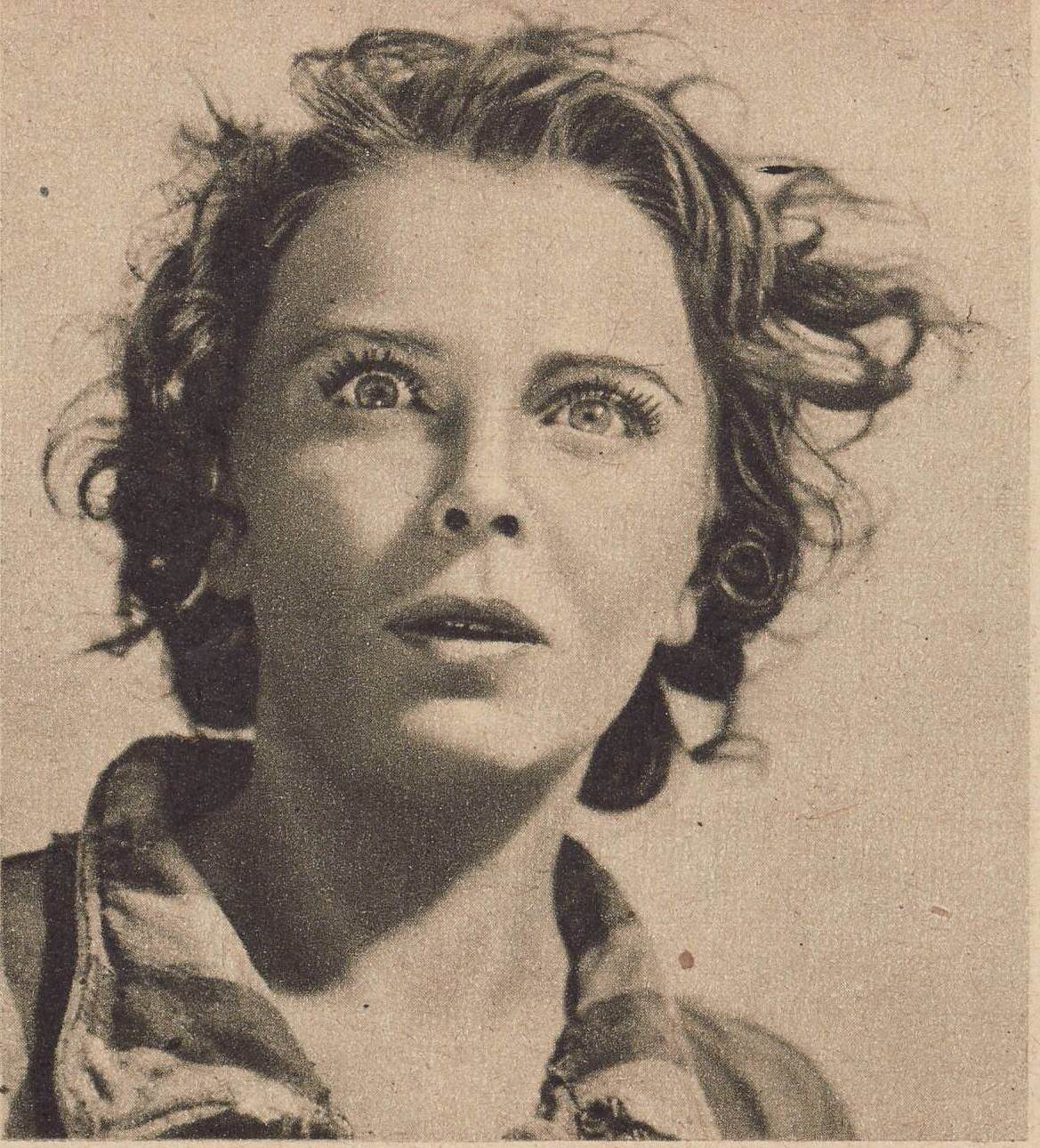
Wanda Bartówna – jako Helena
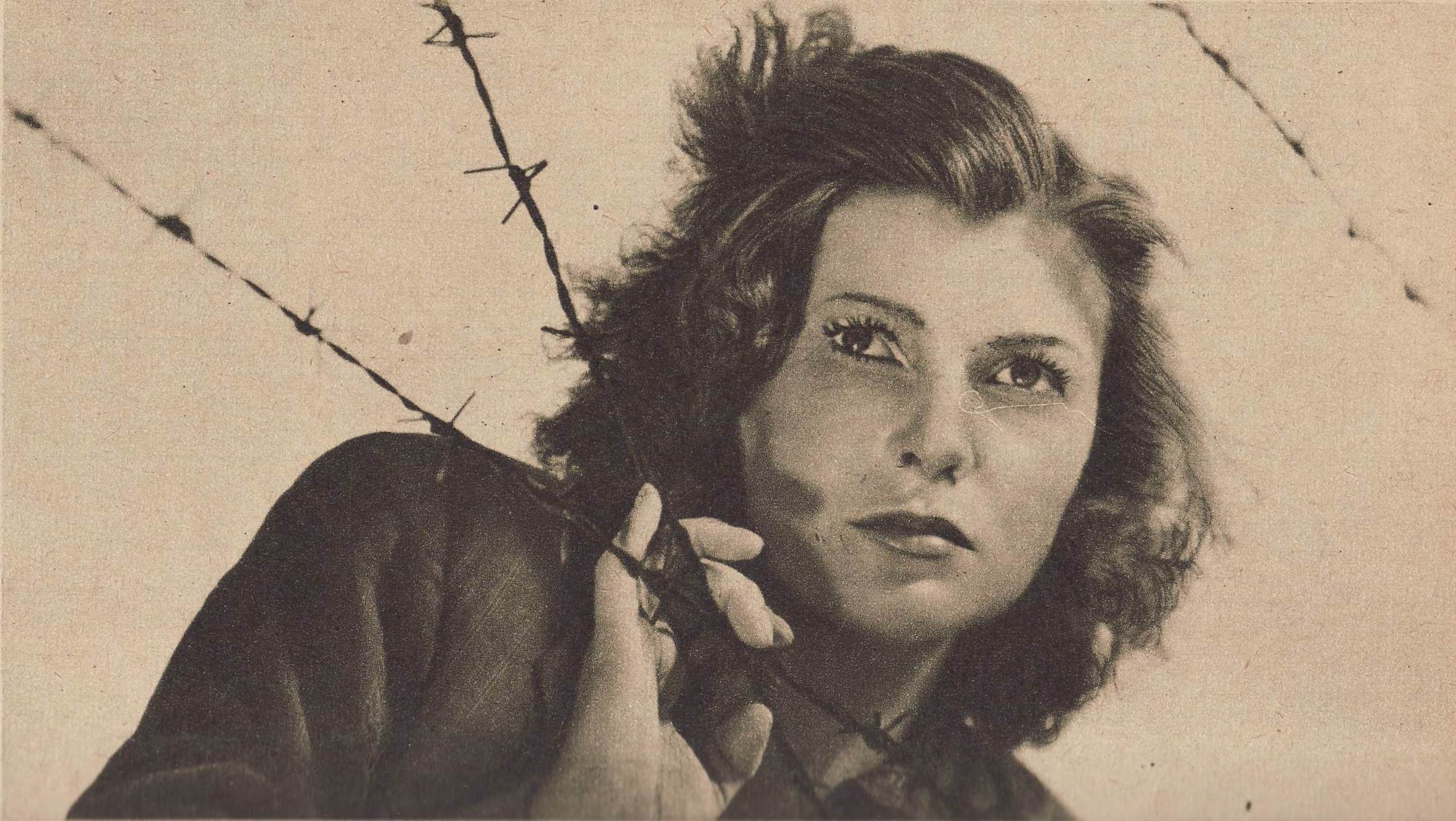
Barbara Drapińska – jako Marta Weiss
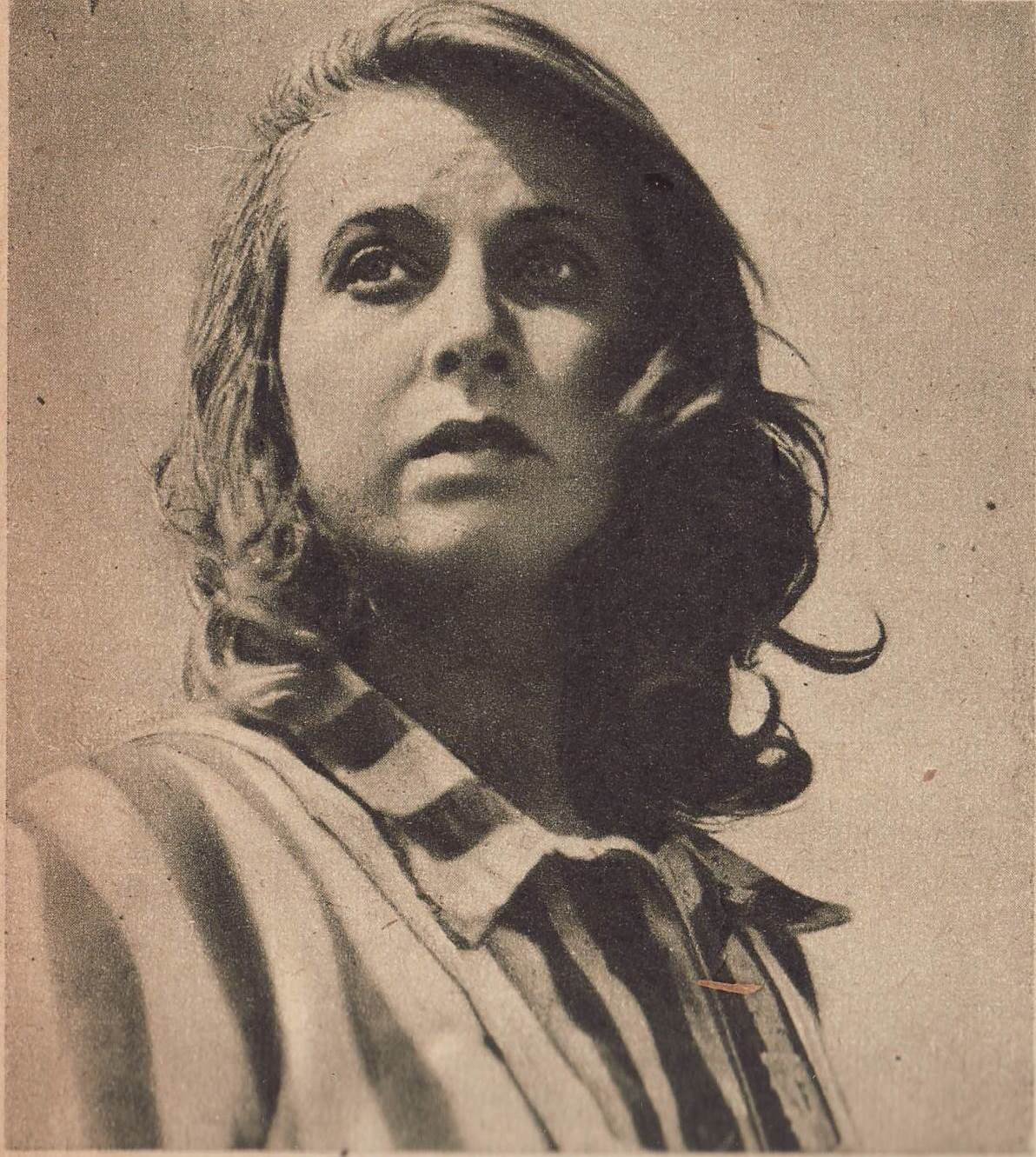
Huguette Faget(inne języki) – jako Michele
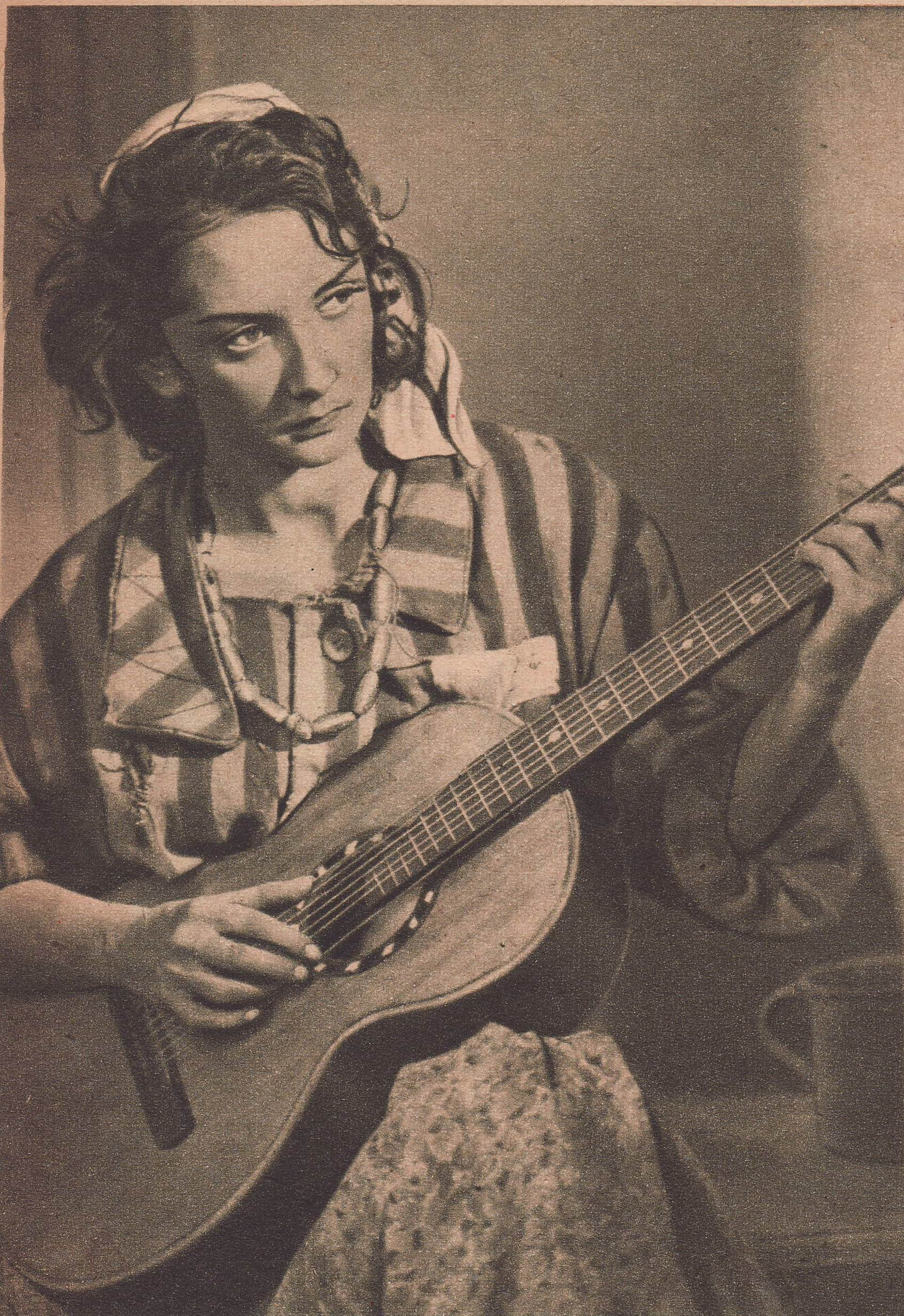
Zofia Mrozowska – jako cyganka
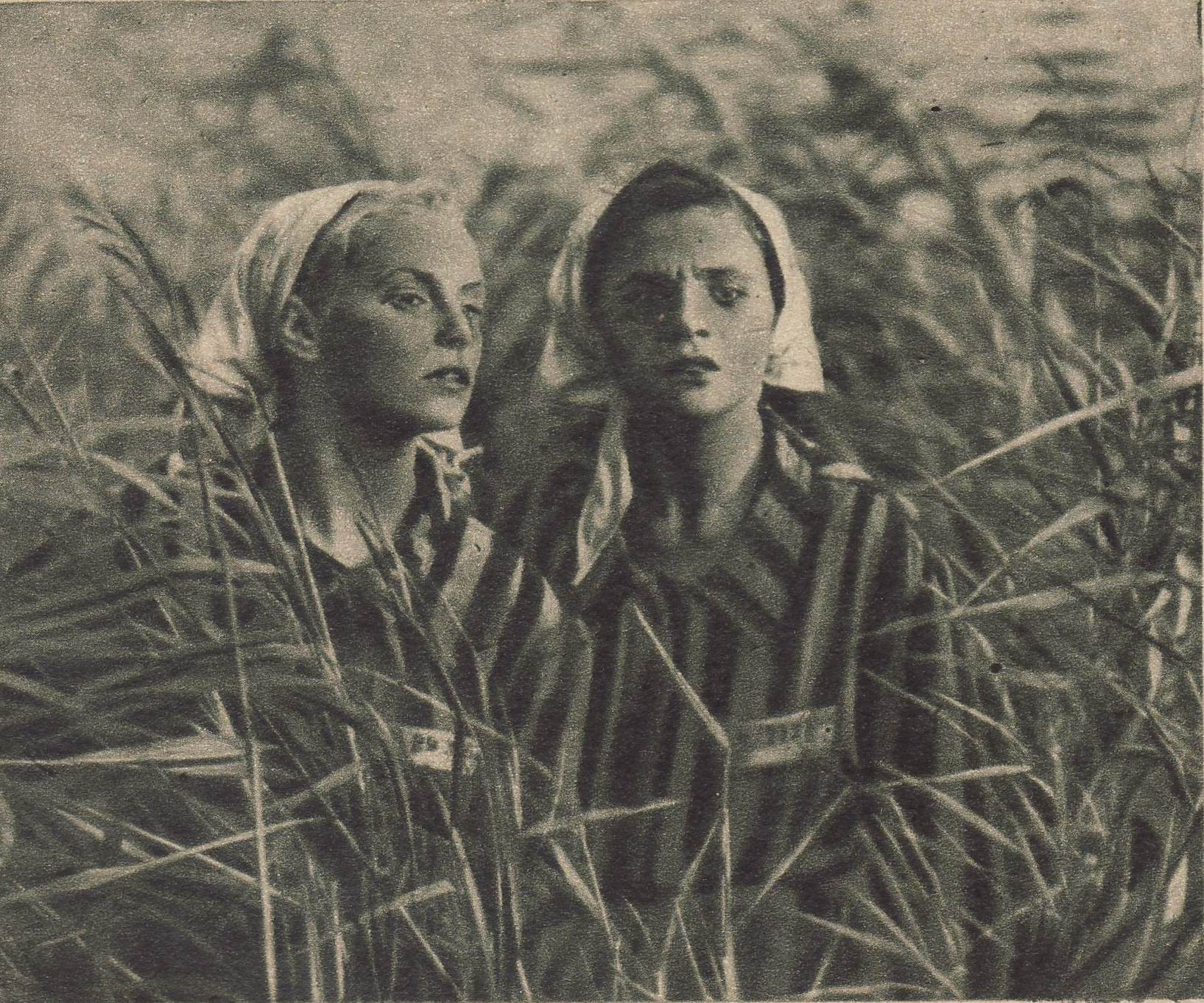
Barbara Fijewska (jako Anielka) i Maria Winogradowa (jako Nadia)
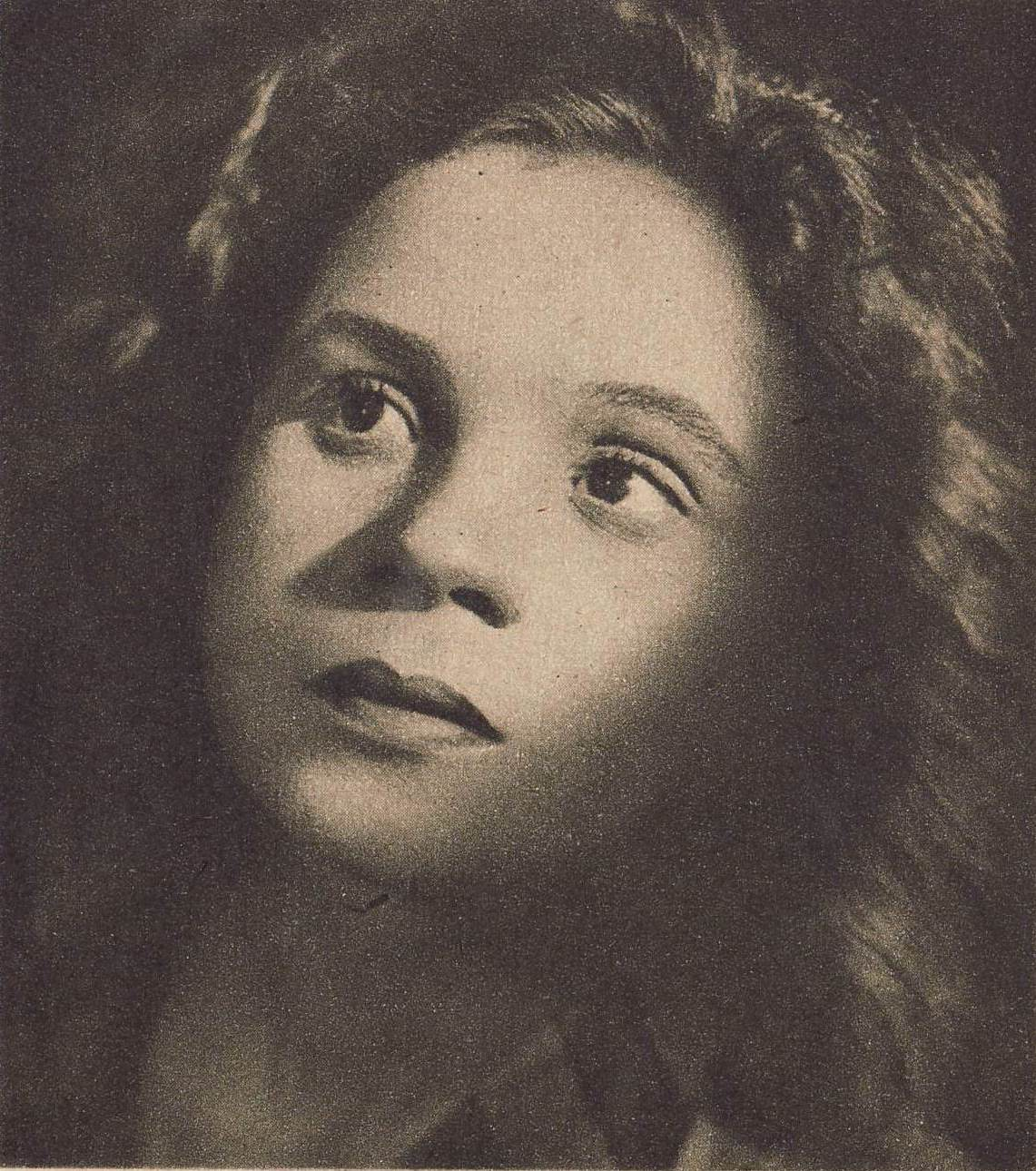
Maria Winogradowa – jako Nadia
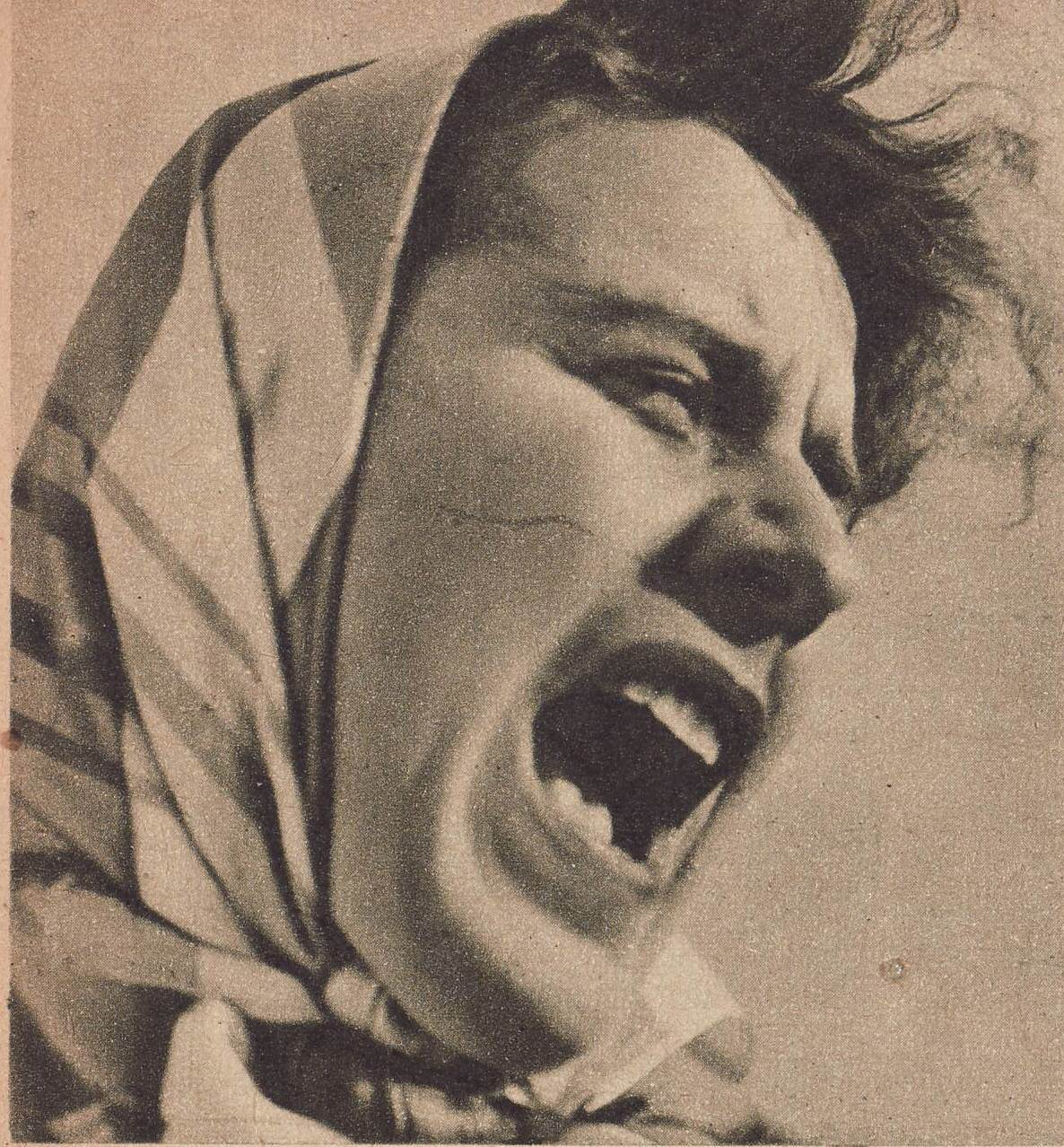
Barbara Rachwalska – jako blokowa Elza
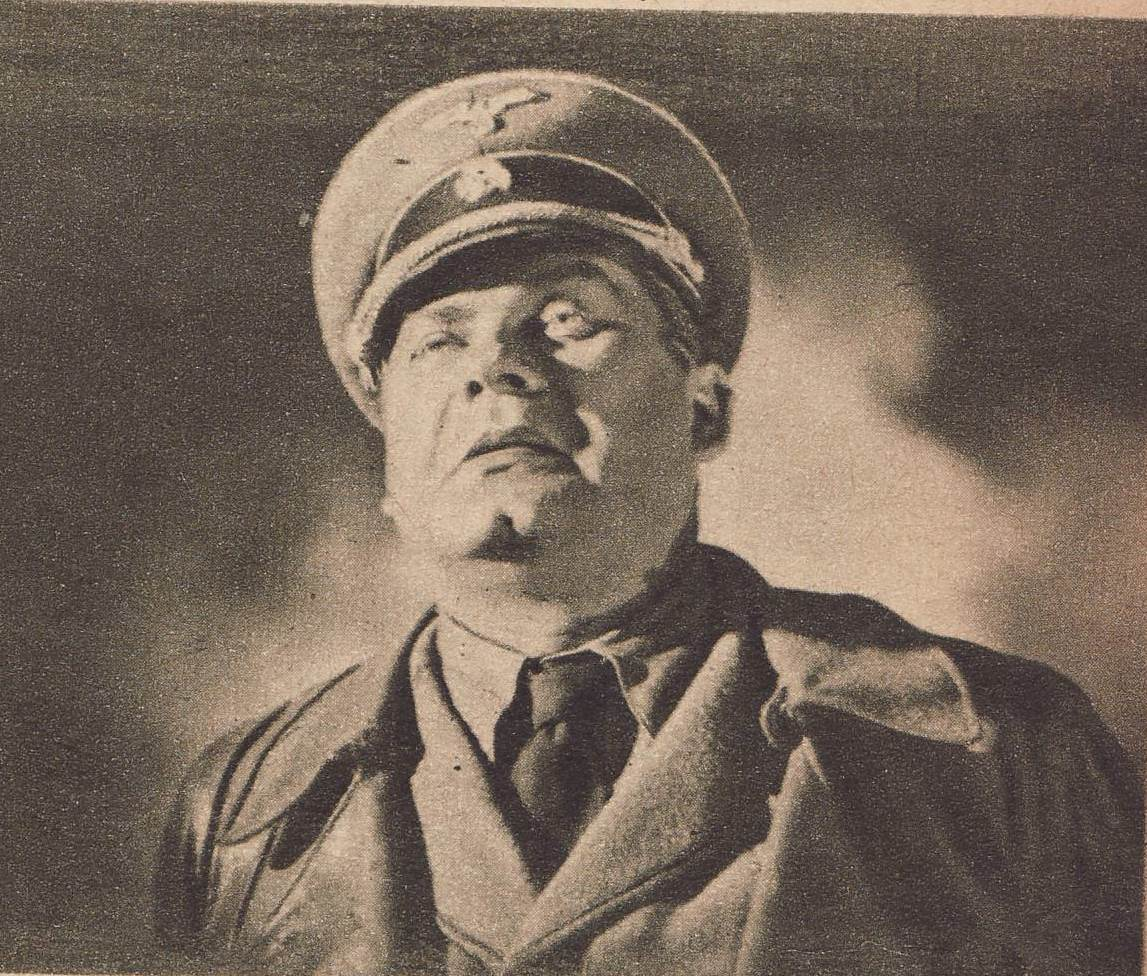
Władysław Brochwicz – jako Lagerkommandant Hans Schmidt

## Produkcja

### Prace przygotowawcze

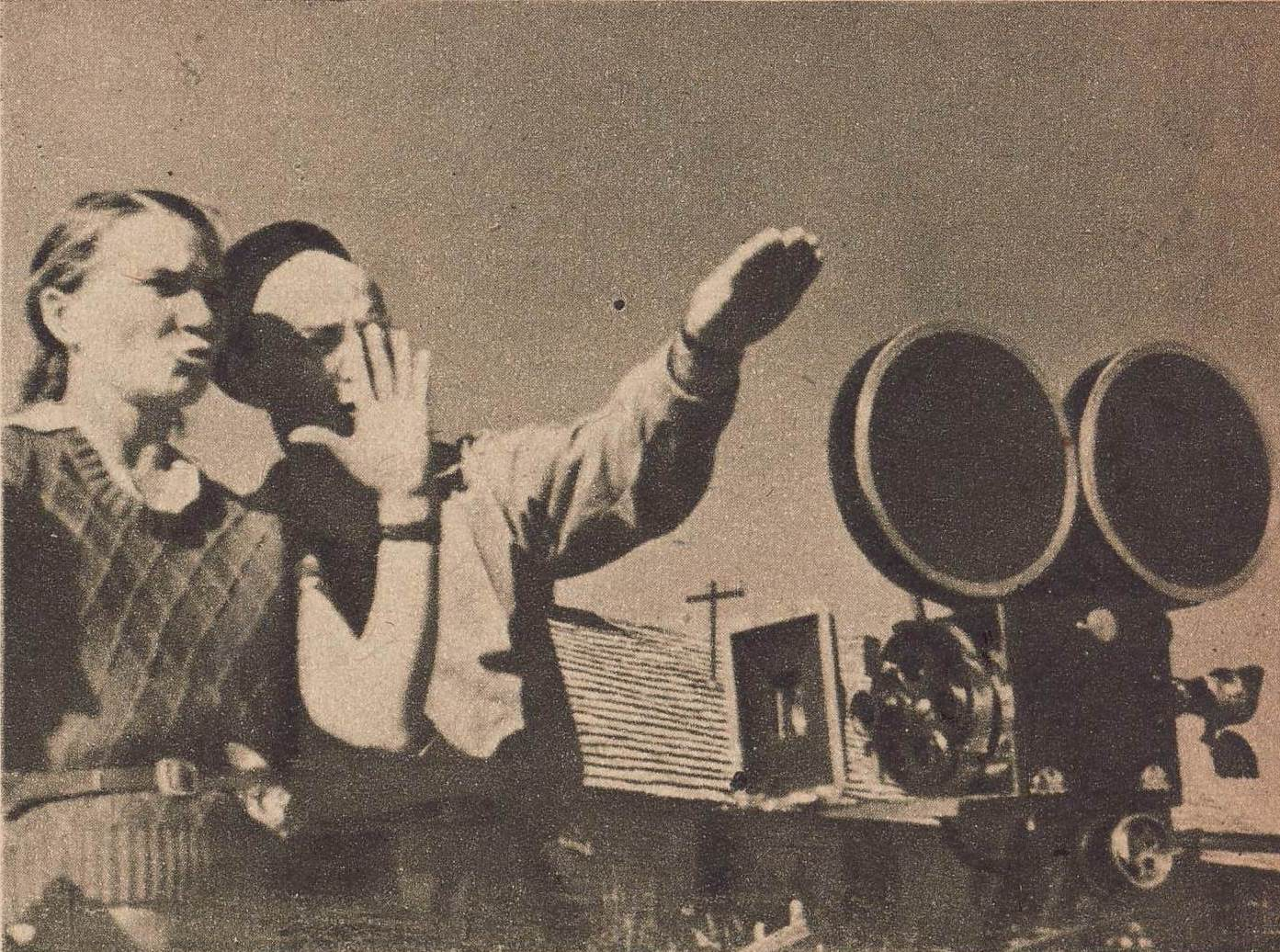
Wanda Jakubowska i Borys Monastyrski kręcą film Ostatni etap (1947)

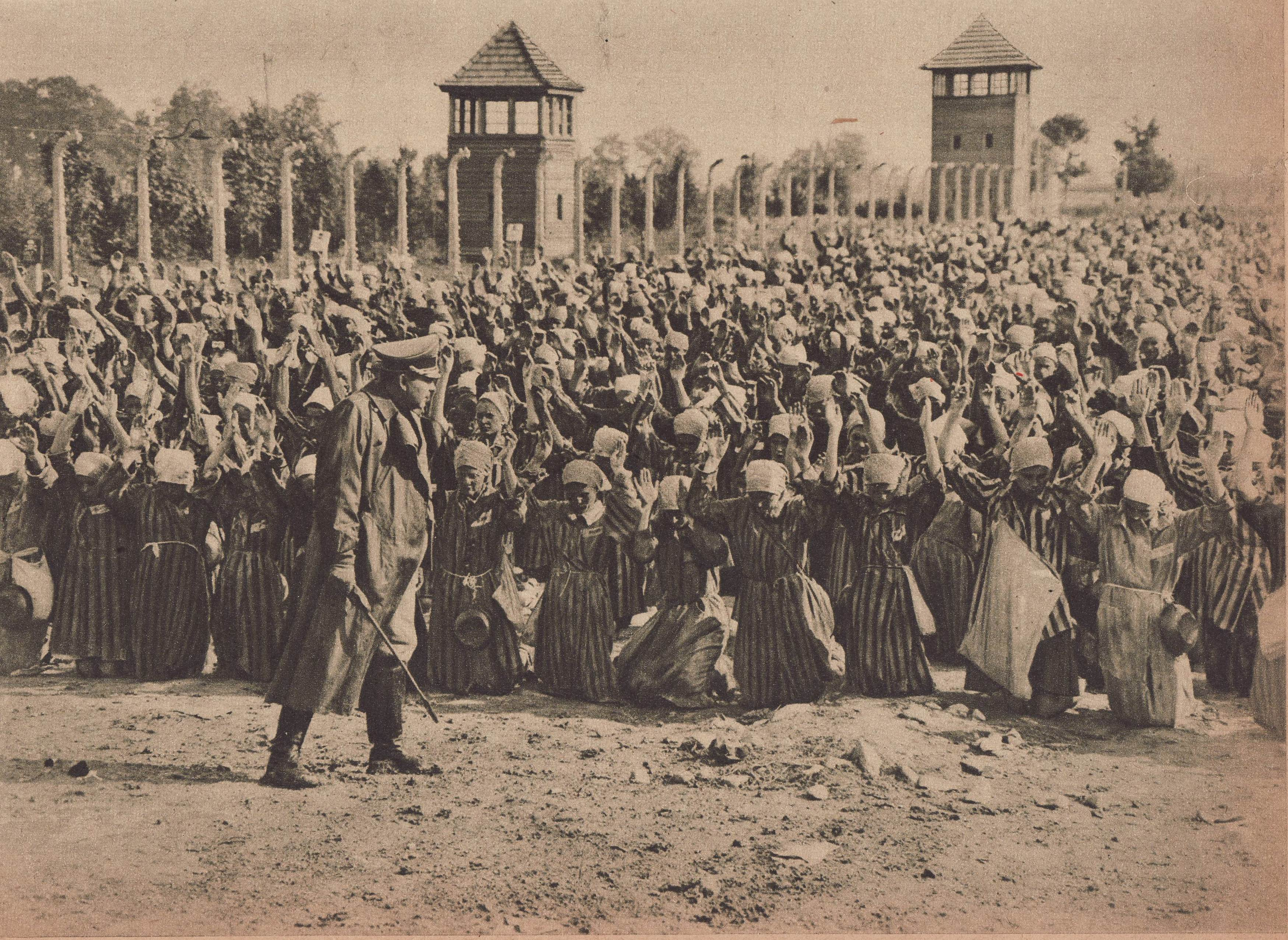
Władysław Brochwicz w filmie Ostatni etap (1947)

Reżyserka filmu, Wanda Jakubowska, ze względu na swoje lewicowe przekonania polityczne była od 1942 więziona w obozie Auschwitz-Birkenau. Przetrwała ewakuację do obozu koncentracyjnego w Ravensbrück na początku 1945 („marsz śmierci”); ostatecznie została wyzwolona 28 kwietnia 1945. Jakubowska pragnęła nakręcić film będący pochodną jej przeżyć obozowych. Od czerwca do października 1945 pisała wraz z niemiecką komunistką Gerdą Schneider (więźniarką polityczną w latach 1937–1945, również osadzoną w Auschwitz w latach 1942–1945) roboczy scenariusz pod tytułem Oświęcim. W międzyczasie Jakubowska zapisała się do Komunistycznej Partii Niemiec, dzięki czemu mogła prowadzić dokumentację zbrodni nazistowskich.
Powróciwszy do Warszawy w grudniu 1945, zgłosiła się do Polskiej Partii Robotniczej ze szkicem scenariusza. Do realizacji projektu za wszelką cenę nie chciał jednak dopuścić Aleksander Ford, ówczesny dyrektor Przedsiębiorstwa Państwowego „Film Polski”, co Jakubowska kwitowała we wspomnieniach: „Po cichu mówiło się, że to jest film dla jakiegoś reżysera, a nie jakiejś tam «baby»”. Zdeterminowana Jakubowska zdołała rozpocząć prace nad filmem dopiero wtedy, gdy za radą Stanisława Wohla wysłała nowelę filmową w języku rosyjskim do Ministerstwa Kinematografii w Moskwie. Projekt miał zyskać zgodę nie tylko Andrieja Żdanowa, ale i samego Józefa Stalina. Aby przekonać członków Polskiej Partii Robotniczej do rozpoczęcia prac nad filmem (do marca 1947 wciąż blokowanych przez „Film Polski”), Jakubowska zwróciła się także do I sekretarza KC, Bolesława Bieruta. Jego aprobata, jak również usunięcie Forda ze stanowiska dyrektora „Filmu Polskiego” na rzecz Stanisława Albrechta, umożliwiły rozpoczęcie prac nad Ostatnim etapem.

### Zdjęcia
Od początku Jakubowska zamierzyła nadać filmowi wyraźną wymowę polityczną; to komunistki zostały przedstawione najprzychylniej, a reżyserka dla kontrastu wprowadziła postacie polskich antybohaterek (brutalnej kapo obozowej oraz pseudolekarki). Scenariusz filmu w trakcie produkcji został pozbawiony niektórych bardziej drażliwych scen (przede wszystkim przemocy seksualnej popełnianej na więźniarkach przez strażników obozowych). Jakubowska tłumaczyła jednak, że nie zależało jej „na temacie oświęcimskim jako na atrakcji filmowej”. Traktowała temat jako „podstawę do swego rodzaju aktu oskarżenia” wypowiedzianego w formie najbardziej jej odpowiadającej, czyli filmowej. Pisała: „Chciałam, aby Ostatni etap pokazywał prawdę Oświęcimia i budził uczucie nienawiści do faszyzmu”.
Zdjęcia do filmu rozpoczęły się 7 lipca 1947 na terenie dawnego Auschwitz-Birkenau i zakończyły się 28 września tego samego roku. Problem sprawiała rekonstrukcja obozu, którego pozostałości po ewakuacji hitlerowców zarosły roślinnością i były podatne na ataki szabrowników. Dopiero 2 lipca dawne Auschwitz-Birkenau zostało ogłoszone własnością państwa, co umożliwiło odbudowę obozu jako planu filmowego. Do obsady filmu, oprócz zawodowych aktorów (np. Edwarda Dziewońskiego i Aleksandry Śląskiej, którzy zagrali role esesmanów), zatrudniono dawnych więźniów obozowych, np. Barbarę Fijewską oraz Elżbietę Łabuńską. Również scenograf Czesław Piaskowski miał przeszłość obozową. W odbudowie obozu na potrzeby zdjęć filmowych pomagali żołnierze Armii Czerwonej. Zdjęcia w zastępstwie Wohla (zajętego pracami nad filmem Dwie godziny Jana Rybkowskiego) nakręcił radziecki operator Boris Monastyrski. Asystowali mu dwaj polscy filmowcy: Andrzej Ancuta i Karol Chodura. Muzykę do Ostatniego etapu skomponował Roman Palester. 11 kwietnia 1948, na posiedzeniu Komisji Kolaudacyjnej w Łodzi, jednogłośnie zaakceptowano film jako zdatny do dystrybucji kinowej, przyznając mu ocenę bardzo dobrą.

### Rekonstrukcja cyfrowa
Ostatni etap został zdigitalizowany i zrekonstruowany cyfrowo w 2019 w pracowniach Filmoteki Narodowej we współpracy ze Studiem Filmowym „Tor”. Dotychczas film był dostępny dla widzów w bardzo złym stanie, z ubytkami w klatkach, zaciemnionym obrazem, dźwiękiem pełnym hałasów i trzasków oraz momentami niesłyszalnymi dialogami. Ponieważ nie zachowały się ani negatyw filmu, ani kopie dystrybucyjne z lat 40., zeskanowano w standardzie 4K kontrnegatyw, który posłużył do rekonstrukcji obrazu i dźwięku. Braki w klatkach uzupełniono z nośników pozytywowych. Restauracja Ostatniego etapu była możliwa dzięki dofinansowaniu z Europejskiego Funduszu Rozwoju Regionalnego oraz Ministerstwa Kultury, Dziedzictwa Narodowego i Sportu. W lutym 2020 odnowiona cyfrowo kopia Ostatniego etapu została wyświetlona na Międzynarodowym Festiwalu Filmowym w Berlinie.

## Odbiór

### Premiera i frekwencja kinowa
Międzynarodowa premiera Ostatniego etapu odbyła się 5 marca 1948 na Festiwalu Filmów Słowiańskich w Pradze, dokąd film wysłał partyjny przyjaciel Jakubowskiej, Józef Cyrankiewicz. 28 marca film Jakubowskiej został skierowany do premiery kinowej w Polsce.
Ostatni etap obejrzało szacunkowo w kinach ponad 7,8 miliona osób, co zapewniło mu sukces frekwencyjny. Wprawdzie film Jakubowskiej nie miał szans na pobicie rekordu frekwencyjnego innego polskiego filmu powojennego, Zakazanych piosenek (1947) Leonarda Buczkowskiego, lecz żaden polski film zrealizowany w latach 40. XX wieku nie osiągnął takiej popularności za granicą jak właśnie Ostatni etap.

### Opinie i recenzje
Pomimo olbrzymiej oglądalności za granicą, Ostatni etap w kraju budził skrajne kontrowersje. Jerzy Toeplitz uznał, że film „nie jest w najmniejszym nawet stopniu utworem autobiograficznym”, natomiast o jego znaczeniu decyduje w głównej mierze „postawa ideowa twórcy, który cały swój wielki talent oddał sprawie najważniejszej: walce z faszyzmem, zdemaskowaniu jego ludobójczych metod”. Według Tadeusza Lubelskiego dominacja „elementów retorycznych nad opisowymi” sprawiła, że obraz cechowała mała wiarygodność i że stał się on de facto przekazem perswazyjnym, łatwo dającym się wpisać w konteksty ideologiczne. Zaowocowało to tym, iż obraz z pozycji naocznego świadectwa i autobiografii przeszedł w obszar propagandowy, przesycony hasłami „walki z faszyzmem”. Upolitycznienie dzieła nastąpiło w dużej mierze w drodze wyboru takiego obszaru życia obozowego, który nawet przez reżyserkę uważany był za mało reprezentatywny: podziemia oświęcimskiego.
Większość byłych więźniów KL Auschwitz oceniła film pozytywnie. Henryk Korotyński wskazał jednak, że szkoda, iż film „nie ukazuje głodu, który był w obozie [...] jednym z głównych motywów naszego życia”. Mariusz Margal stwierdził, że „scenariusz nie dotarł do najistotniejszego problemu obozu: zwierzęcej walki o życie skupiającej się wokół kotła z zupą i nie oddał tragedii zrównania wartości życia z kęsem chleba i kawałkiem kartofla”. Zabrakło też w filmie pokazania uczucia „strachu zbiorowego, [...] obawy przed karą i bólem”. Niektórzy ze świadków życia obozowego dopatrywali się w dziele również uchybień w szczegółach czy też zbyt łagodnego ukazania życia w niemieckiej niewoli. Andrzej Kobyłecki domagał się pokazania Auschwitz z „brutalnym realizmem”. Według Jerzego Zawieyskiego unikanie dosadności i brutalności scen było przejawem dojrzałości artystycznej reżyserki. Leon Kaltenbergh podkreślił, że realizm środków wyrazu nie jest tu najważniejszy, ponieważ chodzi przede wszystkim o „realizm ogólnego wyrazu całego filmu, o to, by po wyjściu z kina widz nie zrywał swego obcowania ze sprawą”. Jalu Kurek ocenił surową prostotę, miażdżącą sugestywność oraz umiar w realizmie jako odwagę cywilną i twórczy zamysł, a także unikanie „patriotycznej tromtadracji, czy martyrologicznego frazesu”. Stanisław Strumph-Wojtkiewicz wskazał, że przedstawienie całej drastycznej prawdy o Auschwitz spowodowałoby niechęć do oglądania filmu oraz reakcje kwestionujące „ze strony tych [...] czynników, które stają już dziś w obronie Niemców, a nawet ich odbudowy”. Gustaw Herling-Grudziński wyraził po londyńskiej premierze filmu obawę, czy choćby jeden angielski dziennikarz „potrafił nadążyć wyobraźnią za treścią oskarżenia, które przynosi ta kronika śmierci czterech i pół miliona ludzi”. Wyraził nawet wątpliwość w sens pokazywania w kinach obrazu, który odziera widzów z wiary w człowieka. Kazimierz Rusinek (więzień KL Mauthausen) zarzucił filmowi, że wszystkie nacje w nim ukazane są zobrazowane tylko z dobrej strony, natomiast wyłącznie „Polki są złe i dobre”. Seweryna Szmaglewska, idąc tym samym tropem, sformułowała obawę, że publiczność międzynarodowa może wyciągnąć błędne wnioski „z tego nadmiaru Polek nękających swoje towarzyszki niedoli”. Niesmak wzbudził w niej element rehabilitacji Niemek. Maria Dąbrowska napisała wprost: „wszystko, co w obozie jest sympatyczne, to Rosjanki i Żydówki – oczywiście komunistki. Wszystko, co w obozie zdeprawowane i łajdackie, to Polki. [...] Ideowo to jest propagandowa szmira prosowiecka, a nie film o tragedii narodu polskiego przede wszystkim, czym był Oświęcim. Jeśli ten film się podoba, to znaczy, że naród polski został już głęboko zdeprawowany”. W swoich Dziennikach powojennych uznała obraz za „antypolski”.
Pod względem artystycznym opinie znawców również były mieszane. Paradoksalnie rzadko spoglądano na film pod tym kątem. Jeden z recenzentów „Tygodnika Powszechnego” wskazał na wady konstrukcyjne dzieła, teatralny patos, niejasności sytuacyjne, a także kiepsko wyważone zakończenie, ale mimo wszystko stwierdził, że obraz „pomyślnie przetwarza prawdę o Oświęcimiu”. Jalu Kurek odnalazł w nim prostotę wyrazu, wymowność, brak „ckliwości i makabry, publicystyki i natrętnej propagandy”. Stanisław Dygat wskazał na słabości scenariuszowe, jednak rozgrzeszał je szerszym wymiarem problemu. Dostrzegł też słabą motywację psychologiczną u bohaterek, jak również małe prawdopodobieństwo ukazanych zdarzeń.

### Analizy i interpretacje
Węgierski historyk i krytyk filmowy Béla Balázs ogłosił jeszcze w 1947 Ostatni etap inicjatorem nowego gatunku filmowego: dokumentu inscenizowanego. Termin ten, pod anglojęzyczną nazwą docudrama, funkcjonował również w innych analizach filmu napisanych już po 1989 roku. Marta Wróbel w artykule z 2003 uznała jednak porównania Ostatniego etapu do dokumentu za bezzasadne. Wróbel podkreślała, że w swoim filmie Jakubowska zawarła szereg scen symbolicznych, mających złagodzić bezwzględną rzeczywistość obozu Auschwitz-Birkenau. Dokumentalizm Ostatniego etapu wynikał bardziej z samego procesu produkcji (aktorki nosiły na sobie prawdziwe, zakrwawione pasiaki, spały też na obozowych kojach) aniżeli z ekranowej fabuły, obciążonej bagażem konwencji filmowania z okresu dwudziestolecia międzywojennego. Wróbel twierdziła, że Ostatni etap można nazwać bardziej artystycznym świadectwem niż „syntezą obozowej rzeczywistości”, a już na pewno nie dokumentem.
J. Hoberman w artykule z 1996 roku dla „The Village Voice” uznał Ostatni etap za wciąż aktualny pod względem przesłania: „Prawie pół wieku po nakręceniu filmu Ostatni etap wciąż wywołuje wrażenie niesamowicie gwałtownego”. Leonard Quart w retrospektywnej recenzji z 2010 roku nalegał, żeby Ostatniego etapu nie rozpatrywać wyłącznie w kategoriach estetycznych. Quart stwierdzał z przejęciem, że „Jakubowska z wielką siłą oddaje przybycie więźniów do pociągu transportowego w gęstej mgle, ich panikę podczas rozdzielania rodzin, dalsze odczłowieczenie przez nazistów, którzy golą im głowy i tatuują ręce, oraz klaustrofobiczne, ohydne warunki, w jakich codziennie przebywają więźniowie”. Quart przy tym podkreślał, że „czasem wadliwy film zasługuje na to, by go zobaczyć”.
Maciej Białous w rozprawie doktorskiej z 2015 zauważył, że Ostatni etap był chronologicznie pierwszym polskim filmem fabularnym, który w ogóle dotykał kwestii Zagłady Żydów na ziemiach polskich. Wątek mordów na ofiarach żydowskich został jednak ograniczony do dwóch scen: przyjazdu transportu Żydów, z którego Marta zostaje wyratowana dzięki znajomości języka niemieckiego, podczas gdy jej rodzina zostaje zamordowana (co pokazuje ujęcie dymiącego komina krematorium); oraz sceny selekcji więźniarek przeznaczonych do mordu w komorze gazowej. Białous podkreślał, że skromne przedstawienie ludobójstwa Żydów w Ostatnim etapie było reprezentatywne dla filmów obozowych kręconych w Polsce Ludowej, których twórcy ze względu na polityczną drażliwość tematu dążyli do odpolitycznienia Zagłady. Joanna Ostrowska twierdziła jednak, że „mimo bardzo edukacyjno-patetycznego charakteru film Jakubowskiej broni się jako mocno upolityczniony obraz, którego celem pozostaje świadectwo zagłady”. Ostrowska chwaliła też Jakubowską za konsekwentne obrazowanie rzeczywistości Auschwitz z perspektywy kobiet.
Tina Wasserman w artykule z 2018, wbrew zarzutom padającym wobec filmu ze strony części krytyków, zakwestionowała naiwność progresywnej narracji Ostatniego etapu. W opinii Wasserman – która dostrzegła związki pomiędzy Ostatnim etapem a filmem neorealistycznym Rzym, miasto otwarte (1945) Roberta Rosselliniego – reżyserka wcale nie sugeruje progresywnej narracji filmowej, lecz pogłębia fatalizm opowiadanej fabuły. Zdaniem Wasserman siła „progresywnej narracji” Ostatniego etapu
zostaje zakwestionowana przez umiejscowienie filmu dokładnie w miejscu masowej eksterminacji Żydów. Historia obozu koncentracyjnego nie zostaje w Ostatnim etapie przezwyciężona, ani też nie zostaje odesłana do pokonanej nazistowskiej przeszłości, ale raczej jest miejscem, do którego Jakubowska kompulsywnie powraca. Zamiast triumfalnie iść naprzód, z dala od obozu zagłady, ku lepszej przyszłości, jak tego wymaga „narracja progresywna”, nieuchronnie ciągnie nas z powrotem do Auschwitz.
Michael Brooke w recenzji dla „Sight and Sound” z 2015 roku stwierdzał, że Ostatni etap cechuje się „bezwzględną brutalnością” i starannością w rekonstrukcji rzeczywistości obozowej, co czyniło porównania filmu Jakubowskiej do wczesnych dzieł Rosselliniego uprawnionymi. Linda Mannheim z tego samego czasopisma zauważyła, że film Jakubowskiej stanowił odniesienie dla wielu innych dzieł o Zagładzie Żydów, między innymi Nocy i mgły (1955) Alaina Resnais’go oraz Pamiętnika Anny Frank (1959) George’a Stevensa, gdzie jego fragmenty zostały wykorzystane bez wiedzy reżyserki; do innych bezpośrednich filmowych inspiracji Ostatnim etapem należą Wybór Zofii (1982) Alana J. Pakuli oraz Lista Schindlera (1993) Stevena Spielberga. O ile jednak filmy Spielberga i Pakuli czyniły ofiary Zagłady wyłącznie tłem dla działań innych bohaterów, Ostatni etap:
oddaje szacunek i godność więźniom, pokazuje ich jako złożone ludzkie istoty, stawia ich w centrum narracji. Choć niedoskonały, każe mi się zastanowić, jak wyglądałoby dzieło o Holokauście stworzone przez ocalałych.

### Nagrody
| Rok  | Festiwal/organizacja                                                                | Nagroda                       | Odbiorca         |
| ---- | ----------------------------------------------------------------------------------- | ----------------------------- | ---------------- |
| 1948 | Międzynarodowy Festiwal Filmowy w Mariańskich Łaźniach (obecnie w Karlowych Warach) | Kryształowy Globus            | Wanda Jakubowska |
| 1948 | Festiwal Filmów Pracujących w Gottwaldowie                                          | I Nagroda                     | Wanda Jakubowska |
| 1950 | Stały Komitet Światowego Kongresu Pokoju                                            | Nagroda Światowej Rady Pokoju | Wanda Jakubowska |
| 1979 | Lubuskie Lato Filmowe                                                               | Nagroda za reżyserię          | Wanda Jakubowska |
| 2021 | FOCAL International Award                                                           | Najlepsza rekonstrukcja       |                  |